# Egira rubrica
Egira rubrica är en fjärilsart som beskrevs av Harvey 1878. Egira rubrica ingår i släktet Egira och familjen nattflyn. Inga underarter finns listade i Catalogue of Life.